# Tom Constanten
Tom Constanten, genannt T.C. (* 19. März 1944 in Long Branch, New Jersey), ist ein  US-amerikanischer Musiker. Er war von November 1968 bis Januar 1970 zweiter Keyboarder bei den Grateful Dead.

## Biografie
Seine Kindheit verbrachte Tom Constanten überwiegend in Las Vegas. In seiner Jugend studierte er ein Semester Astronomie an der University of California, Berkeley. Dort freundete er sich 1961 mit Phil Lesh an, mit dem er sein Interesse an der Neuen Musik und Komponisten wie John Cage und Karlheinz Stockhausen teilte. Zusammen gingen Lesh und Constanten ans Mills College in Oakland, um bei dem Komponisten Luciano Berio zu studieren. In ihrem gemeinsamen Appartement versuchten sie sich an avantgardistischen Kompositionen. Als Berio Lesh und Constanten bat, ihn nach Europa zu begleiten, willigte Constanten ein. Lesh blieb in den USA.
Während seines zweijährigen Europaaufenthalts mit Berio hatte Constanten Gelegenheit, auch bei Pierre Boulez, Karlheinz Stockhausen und Henri Pousseur zu studieren. Zurück in den USA ging Constanten zur Air Force. Später wirkte er auf dem Album Anthem Of The Sun der Grateful Dead mit und stieg schließlich im November 1968  – nur einen Tag nach seinem Ausscheiden aus der Air Force – fest bei den Grateful Dead ein. Constanten prägte den Sound der Grateful Dead auf deren psychedelischen Alben Anthem Of The Sun, Aoxomoxoa und Live/Dead entscheidend mit. 1970 verließ Constanten die Grateful Dead wieder, da er mit seiner nicht klar definierten Rolle auf der Bühne in einer von Gitarren dominierten Band nicht zufrieden war. Zudem harmonierte sein Interesse an der Scientology-Kirche, die den Konsum von Drogen verbietet, nicht mit den Drogenexperimenten seiner Bandkollegen zu jener Zeit.
Nach seinem Ausscheiden bei den Grateful Dead war Constanten in verschiedenen Bereichen – von Rock über Musik für Film und Theater bis hin zu Orchestermusik und Klassik – als Komponist, Pianist und Keyboarder tätig. Seine Kompositionen wurden u. a. vom New York City Ballet und dem Kronos Quartet aufgeführt. Constanten unterrichtet bis heute Klavier in der Bay Area und war als Musikprofessor am San Francisco Art Institute und der State University of New York in Buffalo tätig. 1986 war er als Artist in Residence an der Harvard University.
Seit den 90er Jahren veröffentlicht Constanten vermehrt eigene Alben, meist nur im Eigenvertrieb oder auf  kleinen Labels. Auf seinen Veröffentlichungen vermischen sich Songs aus der Rock- und Folkmusik und Titel aus seiner Grateful-Dead-Vergangenheit mit eigenen Kompositionen und Werken aus der Klassik. Constanten trägt die Stücke meist solo an Klavier oder Keyboard vor. 1992 veröffentlichte Constanten unter dem Titel Between Rock & Hard Places seine Autobiografie. 1994 wurde er als Mitglied der Grateful Dead in die Rock and Roll Hall of Fame aufgenommen. Gelegentlich tauchte Constanten auch auf Platten und bei Konzerten von Henry Kaiser, Merl Saunders, Zero oder den Dead Ringers (mit David Nelson) auf.
Zusammen mit dem MIDI-Experten der späten Grateful Dead, Bob Bralove, gründete Constanten 1996 das experimentelle Keyboard-Duo Dose Hermanos, das im Laufe der Jahre mehrere CDs und eine DVD veröffentlichte.
Im Jahr 2005 begleitete Tom Constanten Jefferson Starship auf deren Tournee und war in diesem Zusammenhang auch auf deutschen Bühnen zu sehen.
Tom Constanten ist seit 1993 verheiratet und lebt in North Carolina. Er hat eine Tochter (geb. 1997).

## Diskografie
Grateful-Dead-Alben mit Tom Constanten:
- Anthem Of The Sun (Warner Bros. 1968)
- Aoxomoxoa (Warner Bros. 1968)
- Live/Dead (Warner Bros. 1969)

sowie diverse Veröffentlichungen von Konzertmitschnitten
Soloalben:
- Fresh Tracks In Real Time (Eigenvertrieb 1989)
- OutSides (Eigenvertrieb 1990)
- Sonatas by Beethoven, Schubert and Haydn (Mauroy Records 1991)
- Nightfall Of Diamonds (Relix Records 1992)
- Morning Dew (Relix Records 1993)
- Live In Concert At The Piano (Mauroy Records 1996)
- Grateful Dreams (Relix Records 2000)
- 88 Keys to Tomorrow (Gaff Music 2002)
- Deep Expressions, Longtime Known (2006)
- Moved To Stanleyville (mit Ken Foust, 2007)

mit Bob Bralove als Dose Hermanos:
- Sonic Roar Shock (1997)
- Live From California (1998)
- Shadow Of The Invisible Man (DVD, 1999)
- Search For Intelligent Life (Relix Records 2000)
- Bright Shadows (Gaff Music 2004)